# フルノン・アニータ
フルノン・サン・ベニート・アニータ（Vurnon San Benito Anita、1989年4月4日 - ）は、オランダ領アンティル・キュラソー・ウィレムスタット出身のサッカー選手。エールディヴィジ・RKCヴァールヴァイク所属。ポジションはMFまたはDF。元オランダ代表。
フルノン・アニタと表記されることもある。

## 経歴

### クラブ

#### 初期
オランダ領アンティルのウィレムスタットに生まれたアニータは、生後8カ月で家族と共にオランダへと渡りVVマールセンでキャリアを開始。6歳の時に故郷へ戻り地元のCVVウィレムスタットに所属し、1997年に再び家族と共にオランダへ移住しVVマールセンへ再入団した。マールセンでのパフォーマンスがアヤックス・アムステルダムのスカウトの目に留まり、1999年に世界的にも有名なアヤックス・アカデミーに入団することとなった。

#### アヤックス

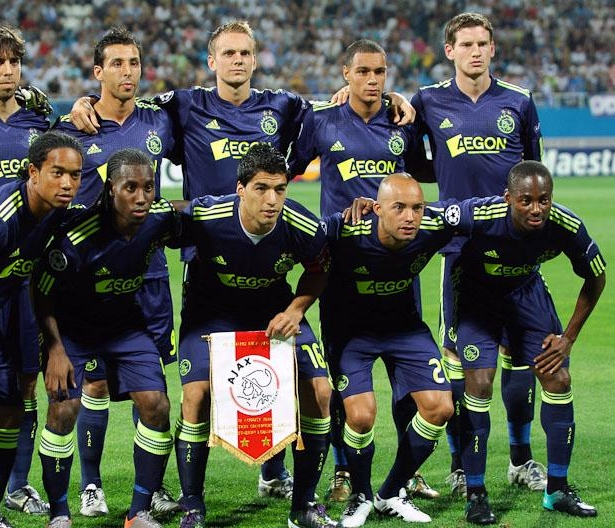
2010年にアヤックスの同僚とアニータ (下左から2番目)

アカデミー時代はリベロとしても起用され、当時のアカデミーを指導していたマルコ・ファン・バステン監督から非常に高く評価されており、アーセナルFCとトッテナム・ホットスパーFCから獲得の為の問い合わせがあったが断っている。
2005-06シーズンにトップチームへ昇格を果たし、16歳の時に2006年3月19日のFCフローニンゲン戦（アウェイ2-3敗北）でエールディヴィジ初出場を飾る。これは、アヤックスの最年少出場記録でクラレンス・セードルフに次ぐ2位だった。同シーズンの公式戦にはローダJCとのKNVBカップ準決勝にも出場し、決勝で出番はなかったものの、クラブは同大会で優勝した。
2シーズン目はリーグ戦でSBVエクセルシオールのみに出場し、UEFAカップ2006-07のヴェルダー・ブレーメン戦（アウェイ0-3敗北）で欧州カップ戦初出場を飾る。3シーズン目の2007-08シーズンは他クラブへの期限付き移籍の話があったが最終的に残留となった。しかし、ヨハン・クライフ・スハールで優勝するも出番はなく、またリーグ戦でも出番が訪れたかった。4シーズン目になるとトップチームに再招集され、UEFAカップ 2008-09のFKボラツ・チャチャク戦が復帰第1戦となった。以降、主な役割は負傷及び出場停止となった同僚の代役としてのものだったが、定期的に起用され16試合に出場した。
2009-10シーズンは、ウルビー・エマヌエルソンの出場停止とティモシー・アトゥバの長期負傷からマルティン・ヨル新監督の下で左サイドバックの代役として起用されると、ヨル監督にパフォーマンスが認められ、シーズン終了まで定期的に左サイドバックを任された。リーグ戦ではFCトゥウェンテに次ぐ2位に終わったものの、KNVBカップではライバルのフェイエノールトを破り、自身3度目の優勝を経験。2010-11シーズンも前シーズンと同様に左サイドバックを任され、UEFAチャンピオンズリーグ 2010-11ではUEFAチャンピオンズリーグ 2005-06以来の本戦進出を果たしている。一方、リーグ戦では苦戦をしたことで2010年12月にヨル監督からフランク・デ・ブール監督に交代すると、守備的ミッドフィルダーへと役割変更され、他のミッドフィルダー達と先発を競合することになった。そのような中でAZアルクマール戦（ホーム4-0勝利）でダリオ・ツヴィタニッチのアシストで得点を挙げるなど活躍を見せた結果、最終的にポジション勝ち取り、自己最多出場を更新している。さらに、2011年4月には2012年夏に満了となる契約を2014年まで延長している。クラブとしては、FCトゥウェンテとの決戦（KNVBカップ決勝3-2勝利、リーグ最終節3-1勝利）を制し2冠を達成。これはアニータの最初のリーグ戦タイトルとなった。
2012年3月11日のRKCヴァールヴァイク戦でアヤックスでの出場記録数100試合に到達。このアムステルダム・アレナで迎えた記念すべき試合に90分フル出場を果たし、3-0で勝利を祝った。最終的に2011-12シーズンのリーグ戦は2010-11シーズンに続き2連覇を達成し、同シーズンのアニータはクラブにとって益々重要な役割を担い、主に左サイドバック及び守備的ミッドフィルダーとして起用された。

#### ニューカッスル
ニューカッスル・ユナイテッドFCからの獲得オファーがアヤックスに1度は断られたものの、2度目のオファーが受け入れられ、移籍金850万ユーロ（670万ポンド）で2012年8月16日にニューカッスルと5年契約を締結。ダニー・ガスリーが着用していた背番号8を引き継いだ。8月18日のプレミアリーグの開幕日にトッテナム・ホットスパーFC戦（2-1勝利）でヨアン・キャバイェと交代で初出場、23日にUEFAヨーロッパリーグ 2012-13のアトロミトスFC戦（1-1）で初先発を飾った。11月8日にヤン・ブレイデルスタディオンで行われた同大会のクラブ・ブルッヘ戦（2-2）で移籍後公式戦初得点を挙げた。最終的にクラブは同大会で準々決勝のSLベンフィカ戦まで出場、アニータは11試合1得点を記録した。

#### リーズ
2017年7月6日、リーズ・ユナイテッドAFCに3年契約で移籍。
2018年8月31日、ヴィレムIIにシーズン終了までの期限で移籍した。

### RKC
2020年8月31日、フリーでエールディヴィジのRKCヴァールヴァイクに加入した。

### 代表
オランダの世代別代表としてはU-15代表から招集され、U-17代表時代にはイタリアで開催されたUEFA U-17欧州選手権2005とペルーで開催された2005 FIFA U-17世界選手権に背番号10を着用し出場、2位と3位入賞に貢献した。また、U-19、U-21でも出場した。
2010年5月26日のメキシコとの親善試合（2-1勝利）に途中出場でA代表初出場を飾る。同年8月12日にウクライナとの親善試合で初先発起用され、ハーフタイムにPSVアイントホーフェンのエリック・ピーテルスと交代するまで出場した。ベルト・ファン・マルワイク監督の下で2010 FIFAワールドカップの暫定メンバーに選出されるも、最終メンバーの23人からは落選した。UEFA EURO 2012でも暫定メンバーに選出されたが、シーム・デ・ヨング、イェレマイン・レンス、アダム・マヘルと共に最終メンバーから落選している。

#### U-18欧州選抜
2007年にオランダから唯一U-18欧州選抜に選出されたアニータは、UEFA-CAF メリディアン・カップに参加し、2007年2月27日のU-18アフリカ選抜との第1戦（6-1勝利）で欧州選抜初出場を飾った。大会はボージャン・クルキッチやアーロン・ニゲスを含む欧州選抜が優勝し、アニータは2試合0得点を記録した。

#### キュラソー代表
2021年3月25日、キュラソー代表として2022 FIFAワールドカップ・予選のセントビンセント・グレナディーン代表戦に出場した。

### 私生活
アニータは、サッカー選手のみならずラッパーとしても活動し、同じくサッカー選手のレロイ・フェル、ライアン・バベル、ミッチェル・ブルフゾルフと共にJR、Lerra F、Rio、Priesterの名前でCDを出している。

## タイトル

### クラブ
アヤックス・アムステルダム
- エールディヴィジ : 2010-11, 2011-12
- KNVBカップ : 2005-06, 2006-07, 2009-10
- ヨハン・クライフ・スハール : 2006, 2007

ニューカッスル・ユナイテッドFC
- EFLチャンピオンシップ : 2016-17

### 代表
U-18オランダ代表
- UEFA-CAFメリディアン・カップ : 2007[12]